# Заскале (Малопольське воєводство)
Заскале (пол. Zaskale) — село в Польщі, у гміні Шафляри Новотарзького повіту Малопольського воєводства.
Населення — 1437 осіб (2011).
У 1975-1998 роках село належало до Новосондецького воєводства.

## Демографія
Демографічна структура станом на 31 березня 2011 року:
|          | Загалом | Допрацездатний вік | Працездатний вік | Постпрацездатний вік |
| -------- | ------- | ------------------ | ---------------- | -------------------- |
| Чоловіки | 724     | 172                | 475              | 77                   |
| Жінки    | 713     | 156                | 418              | 139                  |
| Разом    | 1437    | 328                | 893              | 216                  |